# Questi fantasmi!
Questi fantasmi! è una commedia teatrale in tre atti, scritta nel 1945 da Eduardo De Filippo, inclusa nella Cantata dei giorni dispari.

## Storia
La commedia debuttò il 7 gennaio 1946 al Teatro Eliseo di Roma, con la Compagnia «Il Teatro di Eduardo con Titina De Filippo». Fu inoltre la prima commedia di Eduardo rappresentata all'estero: venne portata in scena il 7 giugno 1955 a Parigi, al Théâtre de la Ville – Sarah Bernhardt, in occasione del "Festival internazionale d'arte drammatica".

## Trama
(Pasquale Lojacono in Questi fantasmi!)

### Atto I
Pasquale Lojacono, un piccolo-borghese napoletano in difficoltà economiche, si trasferisce in un antico palazzo sfitto da tempo. Il portiere Raffaele, uomo molto superstizioso, gli racconta di un tragico evento accaduto in quello stesso edificio: il Grande di Spagna Rodriguez Lòs Deriòs aveva sorpreso la moglie in compagnia di un amante, e li aveva fatti murare vivi entrambi. Da allora il palazzo sarebbe infestato da fantasmi: la stessa sorella di Raffaele, Carmela, sarebbe impazzita dopo averne visto uno. Il racconto terrorizza Pasquale, anche perché ha avuto singolari istruzioni dai proprietari del palazzo: egli potrà fruire dell'appartamento a titolo gratuito, a patto che faccia di tutto per farsi notare dai vicini, in modo che essi non credano più che l'edificio sia infestato. Nonostante la paura, Pasquale accetta: ha infatti intenzione di trasformare il palazzo in una pensione, allo scopo di sanare le proprie finanze e riconquistare l'amore della moglie Maria, con la quale è da tempo in crisi.
All'arrivo di Maria, infatti, la tensione tra i due è palpabile. Quando escono di scena, da un armadio portato dai traslocatori esce un uomo misterioso, che lascia sul tavolo un mazzo di fiori e del cibo, per poi nascondersi nuovamente nel mobile. Al suo rientro, Pasquale nota i doni e, dopo alcuni attimi di terrore, conclude che i fantasmi della casa lo abbiano preso in simpatia e gli abbiano dato un cordiale benvenuto.
Rimasta sola, Maria fa uscire dall'armadio il presunto fantasma, il quale è in realtà Alfredo Marigliano, uomo benestante sposato e con figli, col quale la donna ha una tresca: egli vuole convincerla a lasciare Pasquale, spiegandole che consolerà il suo rivale fornendogli il denaro necessario alla sua nuova attività, e lasciandogli credere che siano stati i fantasmi a favorirlo. I due fedifraghi vengono addirittura sorpresi da Pasquale mentre discutono: Maria finge allora di non vedere né sentire Alfredo, mentre questi scivola via dalla stanza con gesti furtivi; Pasquale si convince ancora di più di aver incontrato il fantasma del nobiluomo tradito.

### Atto II
Sono passate alcune settimane. Pasquale, dal balcone, chiacchiera amabilmente con il pettegolo dirimpettaio, il professor Santanna: nonostante le donazioni del fantasma gli affari non vanno bene, ma lui si accontenta del poco che ha per essere felice. Maria, dal canto suo, è convinta che Pasquale sappia della tresca e faccia finta di niente, lasciando che la sua vita vada in malora; si convince dunque a lasciarlo per fuggire con Alfredo.
Pasquale, in realtà, sembra credere davvero nell'aiuto dei fantasmi, soprattutto quando compare nell'appartamento una lugubre processione formata da una donna e cinque ragazzini: si tratta di Armida, la moglie di Alfredo; ella, che è a conoscenza della tresca, mostra a Pasquale in che condizioni è costretta a vivere ora che il marito dedica tutto il suo tempo all'amante, e gli chiede di aiutarla a farlo tornare a casa. Pasquale tuttavia la crede un fantasma cattivo, che vorrebbe spingerlo a uccidere Maria.
Compare Alfredo, che si mette a litigare furiosamente con Armida; Pasquale, che assiste alla lite, crede si tratti del regolamento di conti tra gli spettri del palazzo, e scoppia in una folle risata.

### Atto III
Passano altre settimane. Alfredo è tornato da Armida, pertanto ha smesso di lasciare denaro a Pasquale; questi, disperato e pieno di debiti, decide di partire, lasciando sola Maria in casa.
Ricompare improvvisamente Alfredo, che, dopo aver finto di tornare a casa per tener buona Armida, ha organizzato la fuga con la sua amante. Mentre Maria si prepara a partire, arriva Pasquale: egli ha solo finto di partire e si è nascosto sul balcone, nella speranza di rivedere il fantasma; egli lo implora di non abbandonarlo, perché senza il suo aiuto perderà ogni cosa e soprattutto Maria, che ama profondamente. Commosso dall'ingenua buona fede di Pasquale, Alfredo gli dice che, avendo scontato la sua condanna, cesserà di infestare la casa; prima di sparire, gli dona il denaro con cui avrebbe finanziato la fuga con Maria.
Rimasto solo, Pasquale si rivolge a Santanna (il quale, spiando dal balcone, era a conoscenza di ogni cosa) e lo ringrazia di avergli suggerito lo stratagemma della finta partenza. Pasquale gli dice che, nonostante le ultime parole del fantasma, spera ancora che questi si ripresenti, magari sotto altre sembianze, instillando nello spettatore il dubbio che egli abbia sempre saputo come stessero davvero i fatti e che addirittura speri nel prosieguo della tresca, allo scopo di ottenerne denaro, oppure se davvero egli creda nella possibilità del ritorno del fantasma.